# Ludwig Kern (Bildhauer)

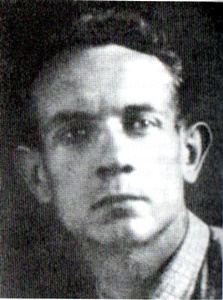
Ludwig Kern

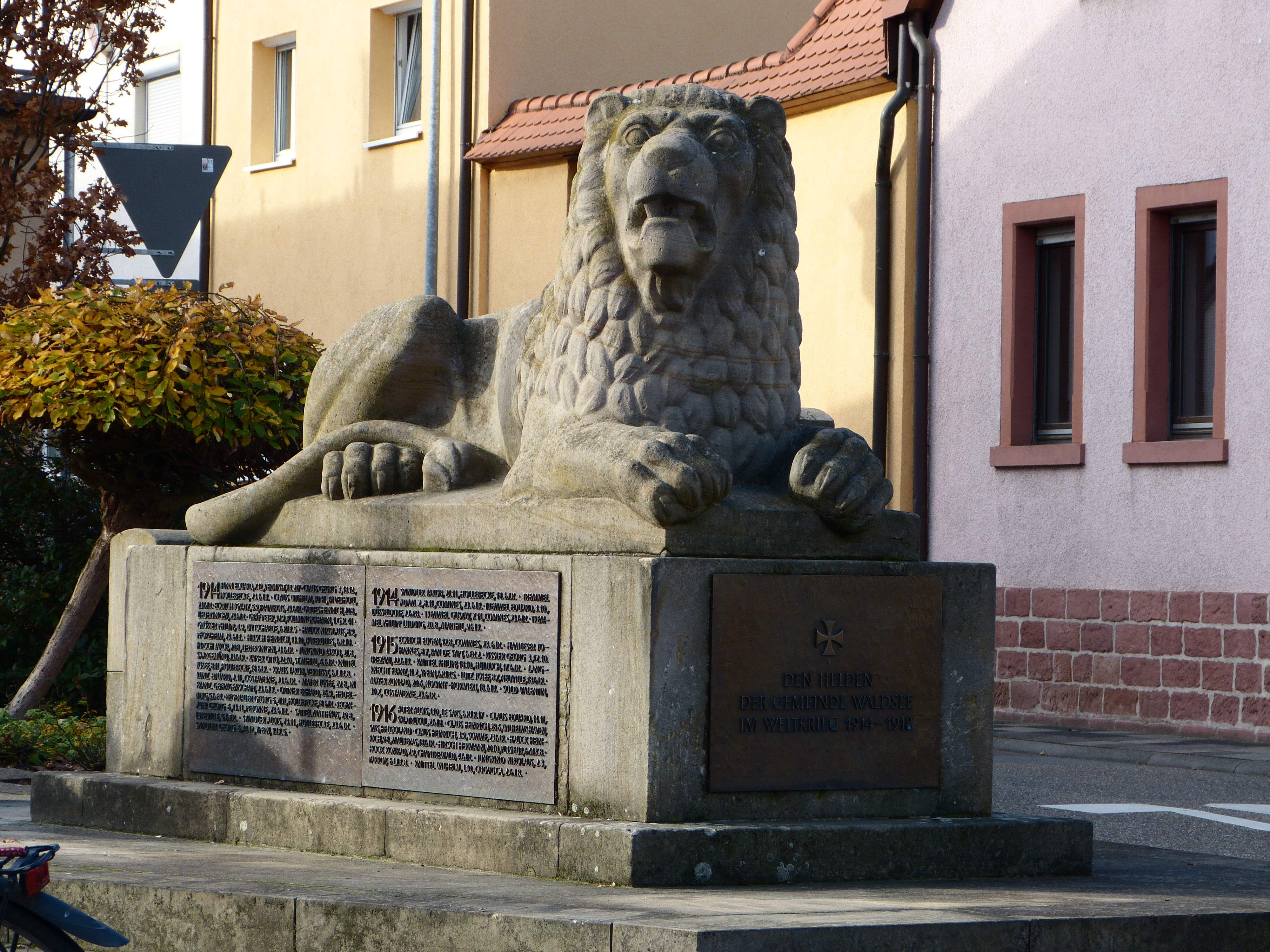
Ludwig Kern: Kriegerdenkmal in Waldsee (Pfalz)

Ludwig Kern (* 2. Januar 1902 in Speyer; † 7. Juli 1942 bei Orel) war ein deutscher Bildhauer und Steinmetz.

## Leben und Wirken
Ludwig Kern war der Sohn eines Bildhauers, besuchte die Realschule in Speyer und absolvierte eine Steinmetzlehre im väterlichen Betrieb, die er 1920 mit der Gesellenprüfung abschloss. Von 1922 bis 1925 studierte Kern an der Badischen Landeskunstschule Karlsruhe, 1925–1929 an der Akademie der Bildenden Künste zu München. Hier war Bernhard Bleeker sein Lehrer, dessen Stil er zeitlebens verbunden blieb.
In seiner pfälzischen Heimat war Kern Anfang der 1930er Jahre ein bekannter Bildhauer, der viele Kriegerdenkmäler in Erinnerung an den Ersten Weltkrieg schuf. Im Zweiten Weltkrieg selbst zum Militär einberufen, fiel er im Juli 1942 bei Orel, Russland.
Eines seiner Werke ist das mit einem bayerischen Löwen gezierte Kriegerdenkmal in Waldsee (Pfalz). Auch in Bad Bergzabern, Böbingen, Deidesheim, Gönnheim, Heiligenstein und Sausenheim sind die Denkmäler des Ersten Weltkriegs von ihm geschaffen. Der Speyerer Brunnen am Geschirrplatz stammt von ihm, dort setzte man ihm auch nach seinem Tod eine Gedenktafel. Am Jakobsbrunnen Speyer fertigte er das Relief.

## Galerie von Werken

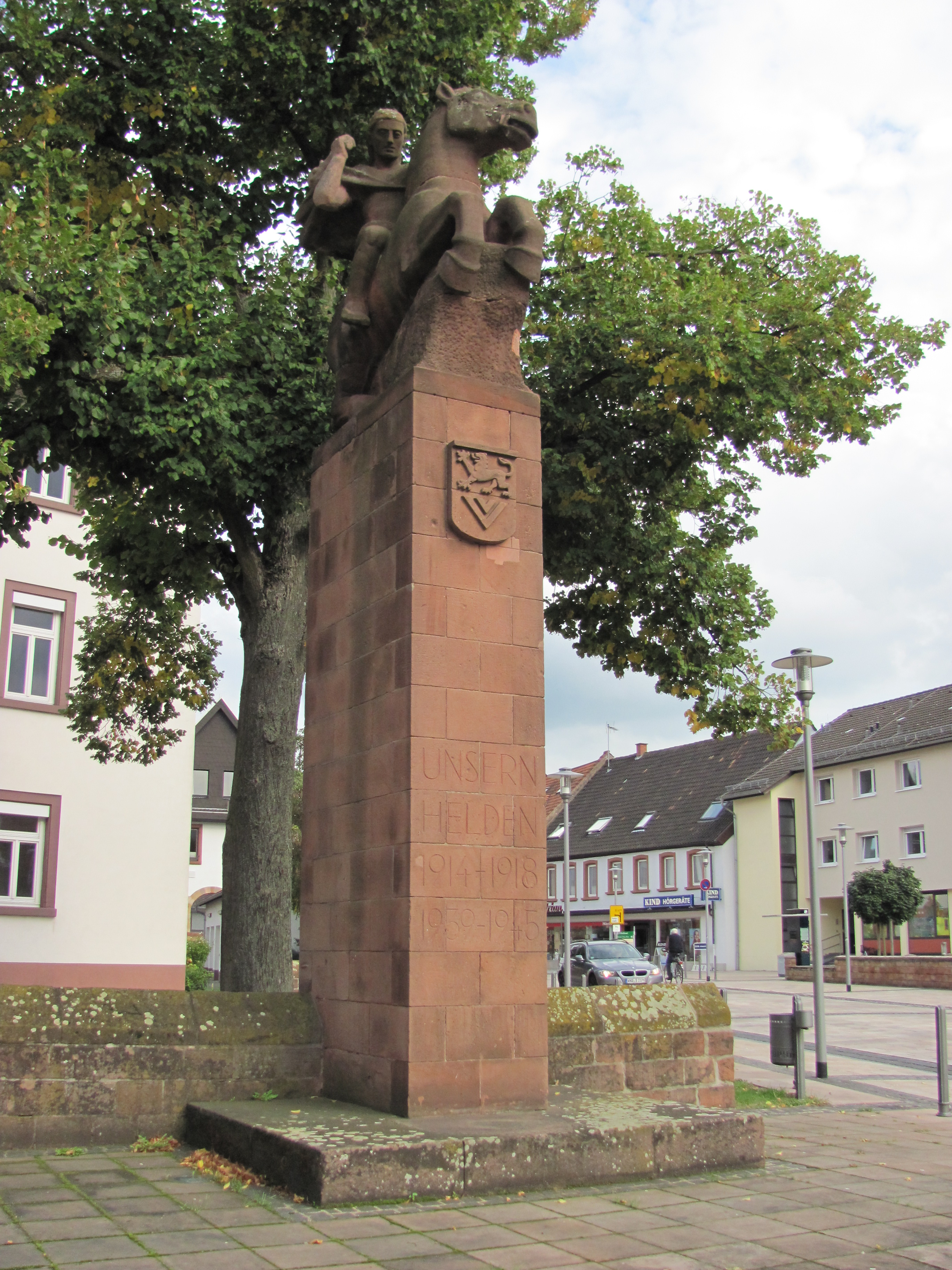
Kriegerdenkmal Bad Bergzabern
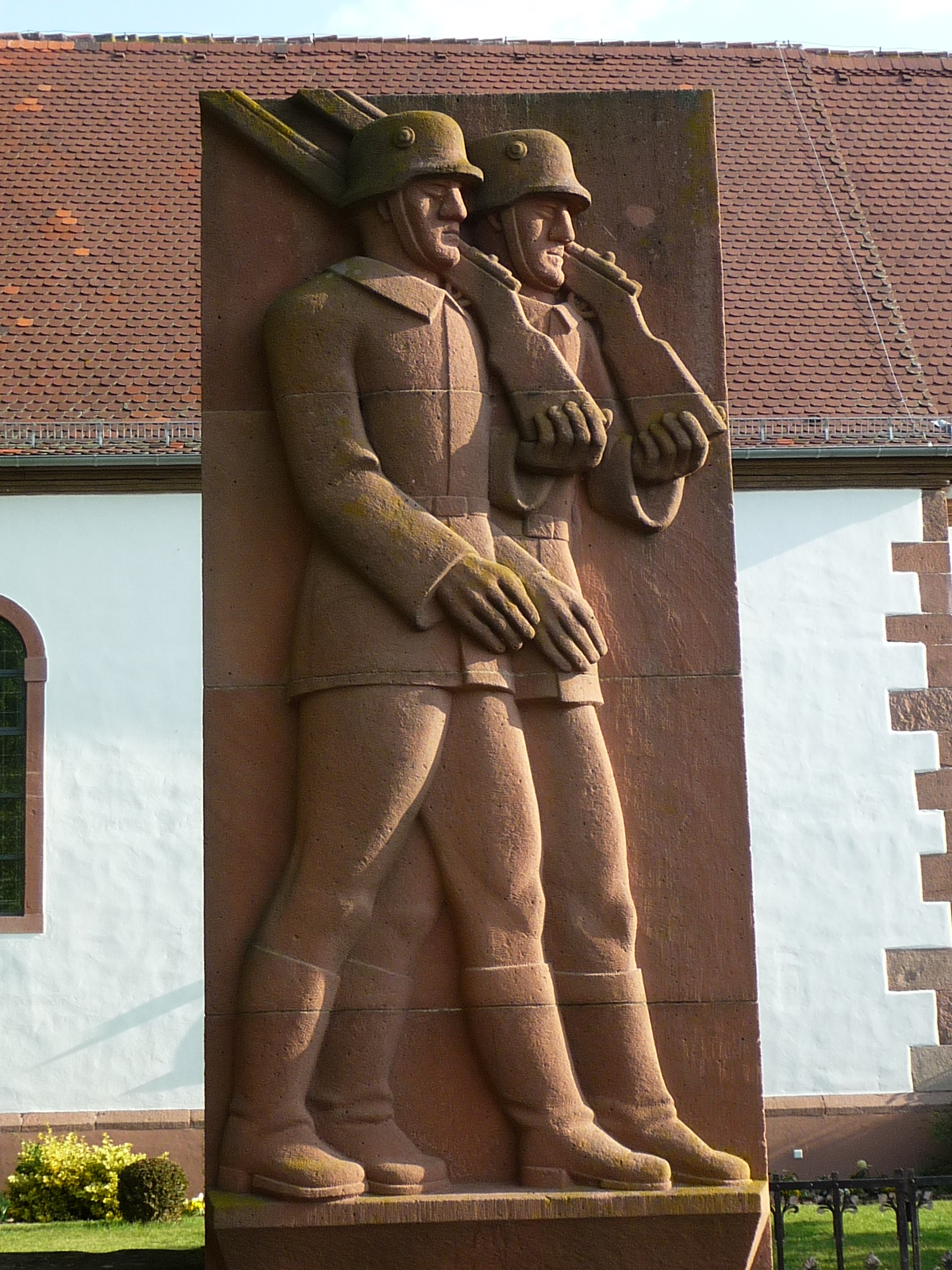
Kriegerdenkmal Böbingen
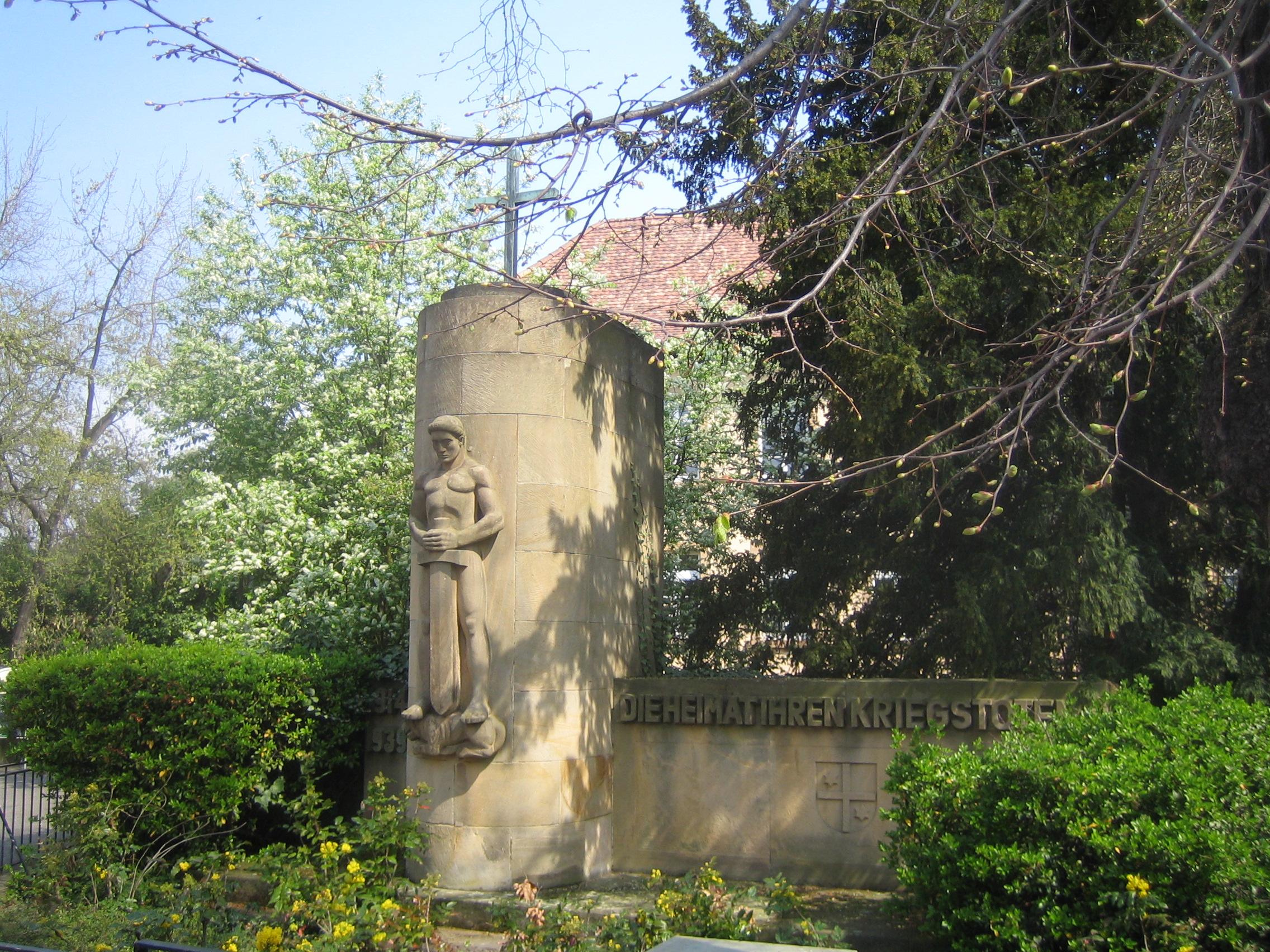
Kriegerdenkmal Deidesheim
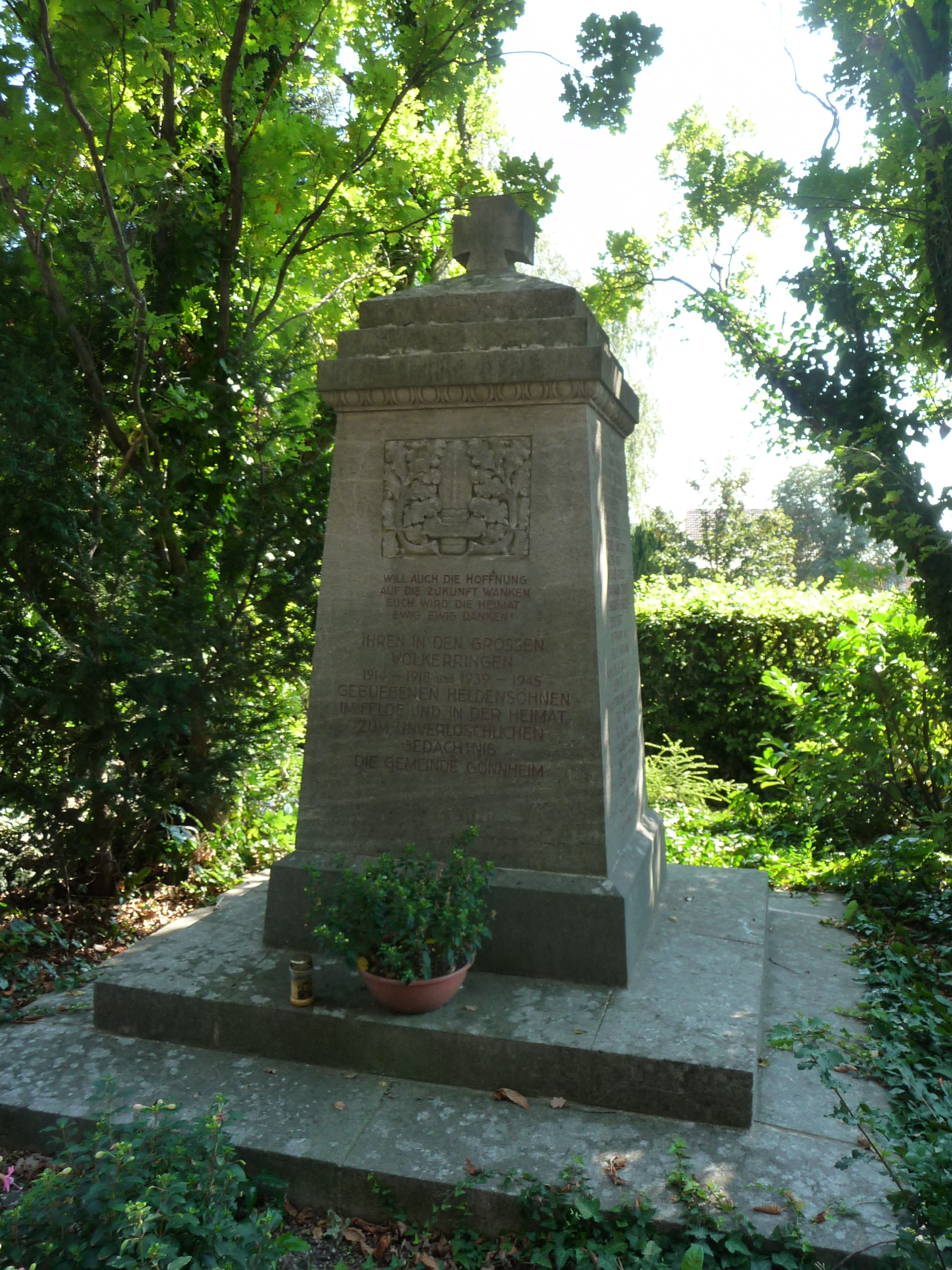
Kriegerdenkmal Gönnheim
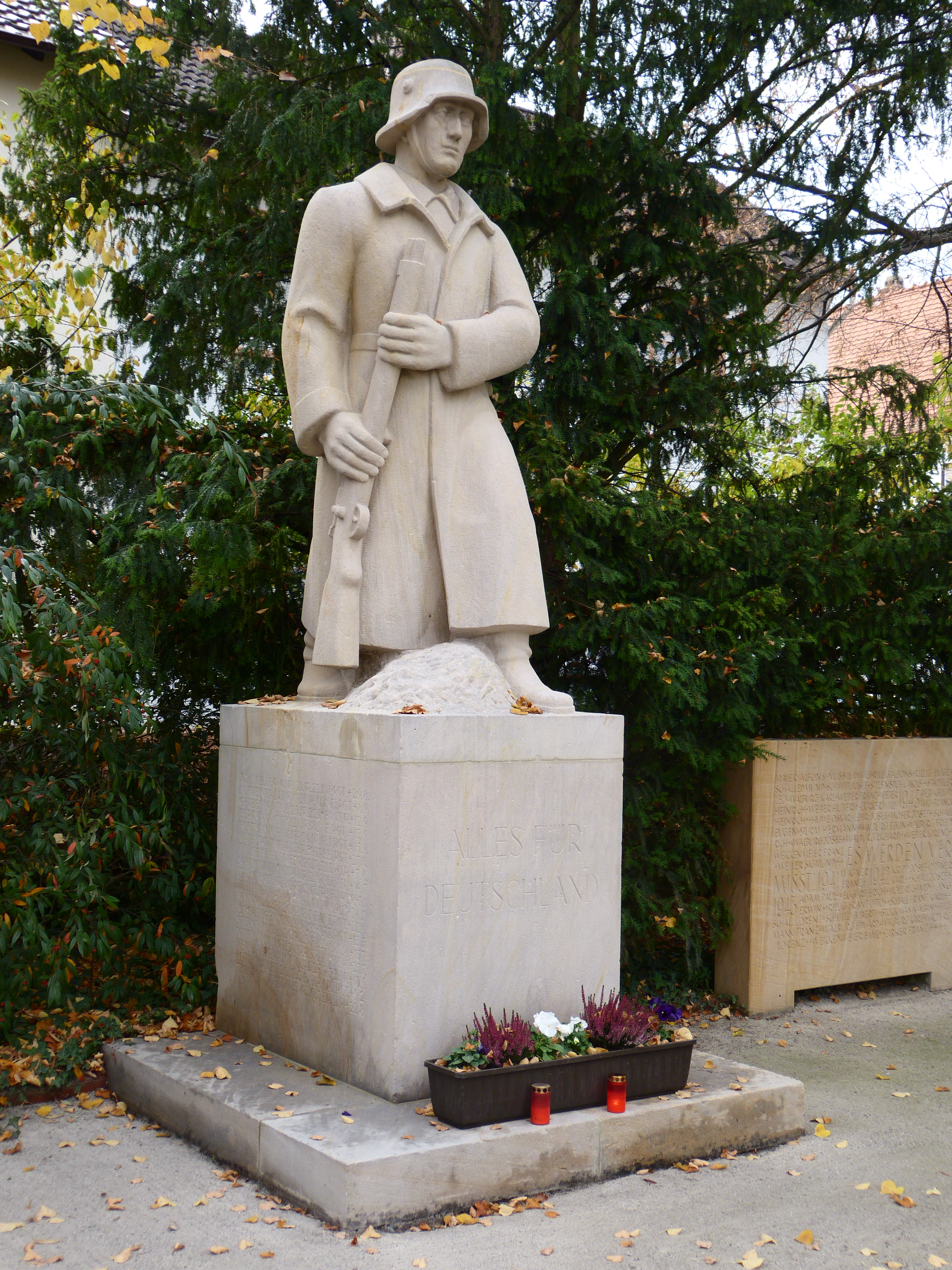
Kriegerdenkmal Heiligenstein
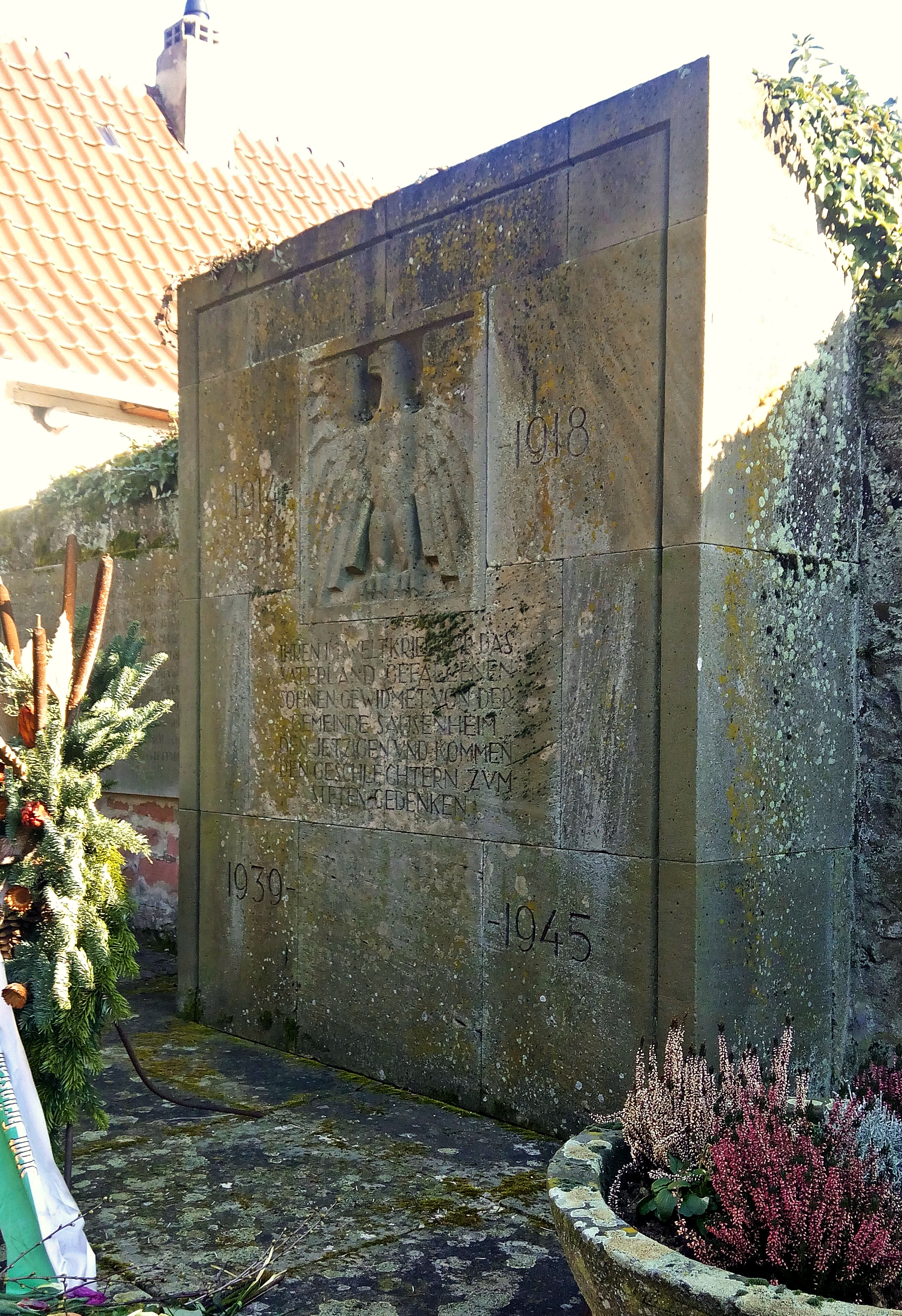
Kriegerdenkmal Sausenheim
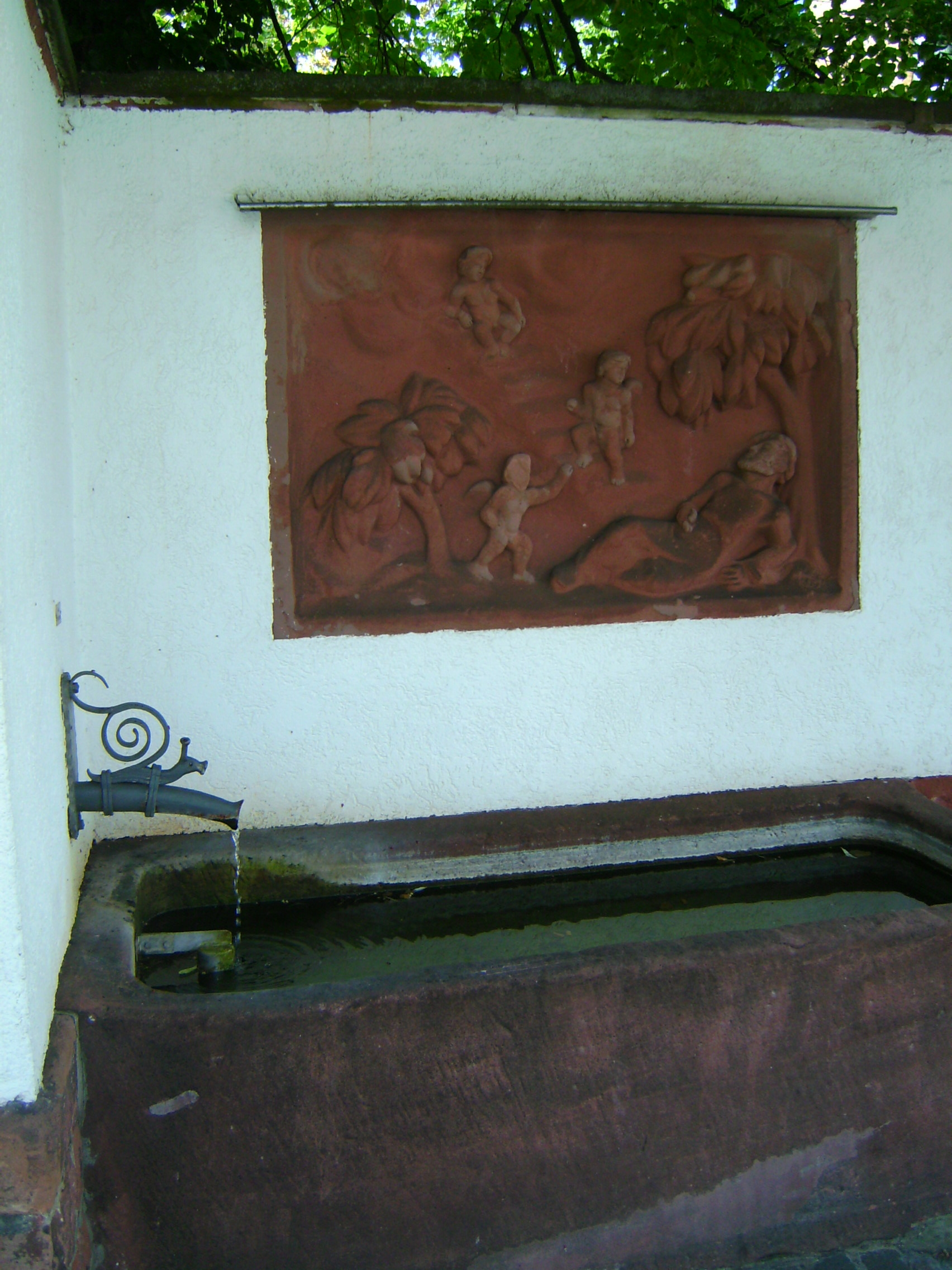
Speyer, Jakobsbrunnen, Relief